# Wonsan
Wonsan (numit în Rusia și Port Lazareva) este un oraș-port din R.P.D. Coreea și reședința provinciei Kangwŏn.

## Administrație
Orașul este împărțit în 45 de cartiere (tong) și 14 sate (ri).
- Changch'on-dong
- Changdŏk-tong
- Changsan-dong
- Chŏkch'ŏn-dong
- Chŏnjin-dong
- Chungch'ŏng-dong
- Haean-dong
- Haebang 1-dong
- Haebang 2-dong
- Kaesŏn-dong
- Kalma-dong
- Kwangsŏk-tong
- Kwanp'ung-dong
- Myŏngsasimri-dong
- Myŏngsŏk-tong
- Naewŏnsan-dong
- Namsan-dong
- Panghasan-dong
- Pogmak-tong
- Poha-dong
- Pongch'un-dong
- Pongsu-dong
- P'yŏnghwa-dong
- Ryŏdo-dong
- Ryongha-dong
- Ryul-dong
- Sambong-dong
- Sang-dong
- Segil-dong
- Sinhŭng-dong
- Sinp'ung-dong
- Sinsŏng-dong
- Sŏg'u-dong
- Sŏkhyŏn-dong
- Songch'ŏn-dong
- Songhŭng-dong
- Sŭngri-dong
- Tŏksŏng-dong
- Tongmyŏngsan-dong
- T'ap-tong
- Wau-dong
- Wŏnnam 1-dong
- Wŏnnam 2-dong
- Wŏnsŏk-tong
- Yangji-dong
- Changrim-ri
- Chuksal-li
- Chungp'yŏng-ri
- Ch'ilbong-ri
- Ch'unsal-li
- Hyŏndong-ri
- Namch'ŏl-li
- Raksu-ri
- Ryongch'ŏl-li
- Samt'ae-ri
- Sangja-ri
- Sinsŏng-ri
- Susang-ri
- Yŏngsam-ri